# 小池雄介
小池 雄介（こいけ ゆうすけ、1944年9月28日 - ）は、千葉県出身の俳優。本名は同じ。身長173cm、体重65kg。

## 来歴・人物
法政大学卒業。
俳優小劇場養成所出身。アクターズカンパニー、杉山事務所を経て、アニマ・エージェンシーに所属。
刑事ドラマの犯人役の常連の一人。

## 出演

### テレビドラマ
- ワイルド7 第1話「復讐のヘアピン.サーカス」 - 第11話「200KM/H心中」（1972年、NTV / 国際放映） - 両国
- 白い牙 第10話「暴力の静かな足音」（1974年、NTV / 大映テレビ）
- どてらい男（1974年、関西テレビ放送）
- なぞの転校生（1975年、NHK）
- 愛が見えますか（1976年、NTV / 東京映画） - 岩城
- 新選組始末記（1977年、TBS） - 斎藤一
- 大都会シリーズ（NTV / 石原プロ）
  - 大都会 闘いの日々 第8話「俺の愛したちあきなおみ」（1976年）
  - 大都会 PARTII 第34話「野獣を撃て」（1977年） - 半沢
  - 大都会 PARTIII（1979年）
    - 第17話「誘拐」 - 誘拐犯
    - 第31話「マイナス18度の恐怖」 - 大津五郎
- 大追跡 第23話「殺人刑事ウォンテッド」（1978年、NTV / 東宝） - 白坂
- 桃太郎侍 第72話「絵筆に賭けた命」（1978年、NTV / 東映） - 伝造
- 特捜最前線（ANB / 東映）
  - 第76話「妻が凶器を振るうとき!」（1978年）
  - 第215話「シャムスンと呼ばれた女!」（1981年）
  - 第301話「万引き少女の日記!」（1983年）
  - 第402話「雪明りの証言者!」（1985年）
  - 第439話「愛を撃つ女・暴かれた裏切りのレイプ」（1985年） - 軍司勝
  - 第491話「天使を乗せた紙ヒコーキ!」（1986年）
  - 第505話「地上げ屋殺し」（1987年）
- 俺たちは天使だ! 第7話「運が悪けりゃ現行犯」（1979年、東宝 / NTV） - 遠藤（潮会）
- 西部警察シリーズ（ANB / 石原プロ）
  - 西部警察
    - 第7話「暴走刑事を撃て」（1979年） - 安田三郎
    - 第30話「絶命・炎のハーレー」（1980年） - 吉松

  - 西部警察 PART-II
    - 第10話「大追跡!静岡市街戦-静岡・前編-」、第11話「大激闘!浜名湖決戦-静岡・後編-」（1982年） - 山根行宏
    - 第32話「狙われたシンデレラ」（1983年） - 松尾

  - 西部警察 PART-III
    - 第27話「銃撃」（1983年） - 寺島昭一郎（東部署元捜査一係刑事）
    - 特番「燃える勇者たち」（1984年）- 島岡
- 必殺シリーズ（ABC / 松竹）
  - 翔べ! 必殺うらごろし 第15話「馬が喋べった! あんた信じるか」（1979年） - 権太
  - 必殺仕事人V 第15話「主水いじめられっ子になる」（1985年） - 倉沢
- 江戸の激斗 第21話「日蔭の花を救え」（1979年、CX / 東宝） - 丑松
- 噂の刑事トミーとマツ（TBS / 大映テレビ）
  - 第1シリーズ
    - 第1話「二人合せて一人前?」（1979年） - 荒神会構成員・竹下
    - 第33話「奇妙きてれつ、ダブル変身」（1980年）

  - 第2シリーズ（1982年）
    - 第18話「死ぬゥ! 廃車場の人間スクラップ」 - 黒木
    - 第41話「もう嫌だ! コンビ解消独立します」 - 太田原興業幹部
- 大激闘マッドポリス'80（1980年、NTV / 東映）
  - 第6話「殺しの追跡」 - 植村のボディガード
  - 特命刑事 第9話「300億を奪い返せ!」 - 新東興業幹部
- 太陽にほえろ!（NTV / 東宝）
  - 第478話「汚れた警察」（1981年） - 山辺周一
  - 第493話「スコッチよ静かに眠れ」（1982年） - 銀行強盗犯
- 旅がらす事件帖 第11話「真っ赤な花咲く運命峠」（1980年） - 左母次
- 闇を斬れ 第6話「ふる里遠く夫婦花」（1981年） - 山室
- 走れ!熱血刑事 第15話「三日だけの拳銃」（1981年、ANB） - 飯村
- ザ・ハングマンシリーズ（ABC / 松竹芸能）
  - ザ・ハングマン 第32話「死人を愛した女スパイ」（1981年） - 殺し屋
  - ザ・ハングマン4
    - 第4話「署長が押収拳銃を売りとばす!」（1984年） - 武村芳春（武村組組長）
    - 第18話「さらわれた令嬢が乱暴される!」（1985年） - 村岡

  - ザ・ハングマンV 第24話「ニャンニャン写真がライバル歌手を殺す!」（1986年） - 松本
  - ザ・ハングマン6 第4話「リモコンナイフで首筋を襲え!」（1987年） - 赤沼雄二
  - ハングマンGOGO 第3話「横浜・殺しのチャイナドレス!」（1987年） - 宮田社長（大王商事）
- 同心暁蘭之介（1981年、CX / 杉友プロ）
  - 第6話「遠い国から来た女」
  - 第21話「切腹」
- 大江戸捜査網（TX / ヴァンフィル）
  - 第488話「少年が襲う! 横浜無宿人狩り」（1983年）
  - 第513話「二万両が舞う 十蔵花嫁騒動」（1983年） - 朝岡陣五郎
  - 第533話「狙撃! 姉様人形は血の匂い」（1984年） - 門倉一之進
  - 新 大江戸捜査網 第23話「色街おんな怨み歌」（1984年、ヴァンフィル） - 三沢
- ニュードキュメンタリードラマ昭和 松本清張事件にせまる 第5話「帝銀事件と731部隊」（1984年、ANB / 国際放映）
- 女捜査官シリーズ（ABC / テレパック）
  - 人妻捜査官 第12話「疑惑!?喪服の女が待つ診察室」（1984年）
  - 女ふたり捜査官 第8話「狙われた新人類女子大生」（1986年）
- 暴れ九庵 第18話「野望」（1985年、KTV / 東宝） - 塚村
- 私鉄沿線97分署 第32話「止まるな! トラック野郎!!」（1985年） - 浮田直治
- 影の軍団IV 第13話「女の呪いは悪魔の業」（1985年） - 才次
- 誇りの報酬 第12話「これが情報屋のホコリだ!」（1985年、NTV / 東宝） - 東名不動産・長谷川専務
- ジャングル 第14話「追跡! 爆破魔」（1987年、NTV / 東宝） - 三好
- あぶない刑事シリーズ（NTV / セントラル・アーツ）
  - あぶない刑事 第23話「策略」（1987年） - 金井
  - もっとあぶない刑事 第25話「一気」（1989年）
- 月曜・女のサスペンス「九州航路の謎 -川崎〜宮崎 豪華客船血塗られたデッキ-」（1988年、TX） - 石村
- 春日局（1989年、NHK） - 水野忠重
- ゴリラ・警視庁捜査第8班（1989年、ANB / 石原プロ）
  - 第4話「ルパン・ザ・ポリス」
  - 第17話「謎の女」
- 月影兵庫あばれ旅 第1シリーズ 第4話「生きる為に忘れろ!」（1989年、TX / 松竹） - 瀬越久之進
- 鬼平犯科帳 第1シリーズ 第8話「さむらい松五郎」（1989年、CX / 松竹） - 阿久津
- あいつがトラブル（1989 - 1990年、CX / キティ・フィルム） - 西村刑事
- 土曜ワイド劇場「牟田刑事官事件ファイル12・横浜ベイブリッジの女」（1990年、ANB / C.A.L）
- 刑事貴族シリーズ（NTV / 東宝）
  - 刑事貴族 第7話「その時、女神が微笑んだ」（1990年）
  - 刑事貴族2（1991年）
    - 第8話「メロドラマ」
    - 第25話「正夢」

  - 刑事貴族3 第23話「偶然の略奪者」（1992年） - 長井
- 鞍馬天狗 第12話「池田屋騒動」、第13話「新撰組に狙われた女」（1990年、TX / 松竹） - 山崎丞
- 特警ウインスペクター 第42話「裏切りの捜査官」（1990年、ANB / 東映） - 矢田
- あばれ八州御用旅 第2シリーズ 第3話「五六八なみだ旅」（1991年、TX / ユニオン映画） - 才次
- 真夏の刑事（1992年）- 犯人役

### 舞台
- 蜂ノ巣城
- 嗚呼!冒険王
- 白いライオン
- 天使が微笑んだ男

### 映画
- 高校大パニック（1978年、監督：石井聰亙、澤田幸弘）　- 警官
- 遠雷（1981年、監督：根岸吉太郎、原作:立松和平）
- 団鬼六　女秘書縄調教（1981年、監督：伊藤秀裕）
- 軽井沢夫人（1982年、監督：小沼勝）
- マルサの女（1987年、監督：伊丹十三）
- 映画女優 （1987年、監督：市川崑）
- ラブ・ゲームは終わらない （1988年、監督：金澤克次）